# دستگیری دیپلمات‌های ایران در عراق توسط آمریکا
ماجرای دستگیری دیپلمات‌های ایرانی در عراق، حادثه‌ای است در تاریخ ۲۱ دی ۱۳۸۵، که در پی آن ۵ دیپلمات دولت ایران در دفتر نمایندگی ایران در اربیل کردستان عراق، در یک حمله شبانه توسط نیروهای آمریکایی دستگیر شدند. علی‌رغم اینکه آمریکایی‌ها پس از هجوم به نمایندگی ایران همه امکانات قابل انتقال این مرکز از جمله رایانه‌های آن را همراه خود منتقل کردند و ادعا بر اعترافات مهم مأموران ایرانی داشتند، اما پس از آن، سند و مدرک خاصی برای اثبات ادعای خود ارائه نکردند. در نهایت این دیپلمات‌ها پس از حدود ۳۰ ماه در ۱۸ تیر ۱۳۸۸ همزمان با تحویل بازداشت شدگان به دولت عراق آزاد گشتند.

## شرح واقعه
در نیمه شب ۲۱ دی ۱۳۸۵ نیروهای نظامی آمریکا به دفتر ارتباطی جمهوری اسلامی در شهر اربیل عراق حمله کردند و ۷ تن از مأموران این دفتر را ربودند. این حمله در تاریکی نیمه شب و با استفاده از چندین فروند هلیکوپتر نظامی و با شکستن در و پنجره‌ها و استفاده از نارنجک‌های صوتی همراه بود که به اشغال دفتر جمهوری اسلامی منجر شد.
هجوم شبانه آمریکایی‌ها شش ساعت پس از آن انجام شد که جرج دبلیو بوش رئیس‌جمهور وقت آمریکا در اولین نطق سال ۲۰۰۷ میلادی در کنگره آمریکا با پذیرفتن شکست سیاست نظامی آمریکا در عراق، اظهار داشت که با چرخش اساسی در سیاست‌های آمریکا در عراق، روند اوضاع را به نفع نیروهای خود تغییر می‌دهد. با گذشت حدود ده ماه از بازداشت، دو تن از دستگیرشدگان در آبان ۱۳۸۶ آزاد شدند.
اسامی دیپلمات‌های ایرانی ربوده‌شده در اربیل: عباس حاتمی کساوند- مجید قائمی حیدری- باقر غبیشاوی- موسی چگینی-حمیدرضا عسگری.
نیروهای آمریکایی ادعا داشتند که این پنج نفر عضو نیروهای سپاه قدس، و از وابستگان سپاه پاسداران انقلاب اسلامی بوده اند و با شبه‌نظامیان شیعه در عراق همکاری داشتند.

## واکنش‌ها
- ایران: دولت ایران از این افراد به عنوان «دیپلمات ایرانی» نام می‌برد و از این دفتر تحت عنوان کنسولگری یاد می‌کند و همواره بر این موضوع تکیه داشته که این افراد، دارای ماموریت دیپلماتیک بوده‌اند.
- عراق: بر طبق گفته منابع عراقی و آمریکایی این دفتر به درخواست مستقیم دولت خودمختار اقلیم کردستان راه‌اندازی شده بود[۵] و ماموران آن رسماً از طرف دولت عراق دعوت شده بودند.[۲] همچنین مقامات عراقی اظهار کرده‌اند که این دفتر دارای سابقه فعالیت طولانی مدت بوده و در حال تبدیل شدن به کنسولگری ایران بوده‌است.[۱۰]
- ایالات متحده آمریکا: کاندالیزا رایس در گفتگو با روزنامه نیویورک تایمز مدعی شد که این حمله به دستور شخص جورج دبلیو بوش انجام شده‌است.[۱۱]

استفان هادلی، مشاور امنیت ملی آمریکا از این ربایش دفاع کرد و مدعی شد که این افراد نیروهای آمریکایی را تهدید می‌کنند.
- سازمان دیده‌بان حقوق بشر از وزارت دفاع آمریکا خواست در صورتی که معتقد هستند آن‌ها قوانین عراق را شکسته‌اند می‌بایست به دادگاه‌های عراق سپرده شوند و نه اینکه بدون تعیین مدت زمان مشخص در بازداشت نظامیان آمریکایی باشند.[۱۳]

## دیدگاه حقوقی
بازداشت این ۵ نفر ناقض قوانین بین‌المللی و مغایر با مصونیت دیپلماتیک بوده‌است، و جدای از مصونیت دیپلماتیک ناقض حاکمیت عراق نیز به حساب می‌آمد.

## آزادی دیپلمات‌ها
پس از گذشت ۹۱۰ روز از اسارت دیپلماتها در زندان آمریکایی‌ها، سرانجام در ۱۸ تیر ۱۳۸۸ بر اساس توافقنامه امنیتی بین دولت عراق و آمریکا، دیپلماتها آزاد شدند. بر طبق این توافقنامه دولت فدرال آمریکا می‌بایست تمامی بازداشت شده‌های عراقی و غیرعراقی را به دولت عراق تحویل می‌داد. در نهایت به دنبال احاله پرونده دیپلمات‌های ایرانی از دولت آمریکا به دولت عراق، دیپلمات‌ها آزاد شدند.
دیپلمات‌های ایرانی پس از آنکه در اختیار عراق قرار گرفتند با نوری مالکی دیدار داشتند و پس از آن به سفارت ایران در عراق تحویل داده شدند.